# أبو أيمن المصري
إبراهيم محمد صالح البنا، المعروف باسم أبو أيمن المصري (مواليد 1965)، هو مصري يشتبه مسؤولون أمنيون بأنه قيادي في تنظيم القاعدة في جزيرة العرب. زعم مسؤولون أمنيون مرارًا أنهم قتلوه بصواريخ أطلقت من طائرات بدون طيار. ادعى في أكتوبر 2011 قتل البنا، إلى جانب ستة أفراد آخرين، من بينهم بعض الذين زُعم أنهم على صلة بتنظيم القاعدة في جزيرة العرب وشخص واحد على الأقل (ابن أنور العولقي البالغ من العمر 16 عامًا والمواطن الأمريكي عبد الرحمن العولقي) الذي لم يكن. تمت إضافة إبراهيم البنا إلى قائمة المطلوبين لبرنامج المكافآت من أجل العدالة لوزارة الخارجية الأمريكية في 14 أكتوبر 2014.

## خلفية
يشتبه في كونه رئيس استخبارات تنظيم القاعدة وطبقاً لمؤسسة جيمستاون، فإن مسؤولي الأمن اليمنيين اعتقلوا البنا في أغسطس 2010 ونشرت صحيفة يمنية نصوص استجوابه في نوفمبر 2010. نشرت مؤسسة جيمستاون ملفًا شخصيًا عن البنا بناءً على تلك النصوص. وزعم الملف أن اسمه الكامل هو «الشيخ إبراهيم محمد صالح البنا» وكنيته أبو أيمن المصري. وأكدوا أنه اعترف خلال استجوابه بأنه كان عضوا في جماعة طلائع الفتح، فرع من جماعة الجهاد الإسلامي المصرية في وقت مبكر من عام 1993، عندما ذهب أعضاء الجماعة إلى السر بعد الاشتباه في أنهم وراء محاولة اغتيال رئيس الوزراء المصري عاطف صدقي. وفر البنا إلى اليمن حيث كان عضوا في جماعة يقودها الأخوان أيمن الظواهري ومحمد الظواهري.
وفقًا لملف جيمستاون، أقر البنا بأنه درب أبو حمزة المهاجر على الاستخبارات. كان من المقرر أن يصبح المهاجر رئيساً لاستخبارات تنظيم القاعدة في العراق.
تحدى ملف جيمستاون الشخصي في العديد من جوانب الاعترافات في استجواب البنا. وقد طعنوا في مصداقية ادعائه بأن المصدر الرئيسي للأسلحة لتنظيم القاعدة في جزيرة العرب كان أحد أمراء الحرب في منطقة دارفور المنكوبة بالسودان، لأن دارفور كانت مستوردا صافيا للأسلحة، وليس مصدرا. لقد طعنوا في المصداقية عندما ورط المتمردين الحوثيين في اليمن، وهم الشيعة وتنظيم القاعدة هم من السنة المتشددين.

## أنباء غير مؤكدة عن وفاته
ورد أن إبراهيم البنا قُتل على يد مسلحين من حركة نور الدين الزنكي في سوريا في 15 فبراير 2018، هذه الأنباء لم تثبت صحتها حتى الآن.
نظرًا لأن الولايات المتحدة لم تؤكد وفاة البنا، فإنه لا يزال موضع مكافأة قدرها 5 ملايين دولار من برنامج المكافآت من أجل العدالة.